# James Ward Byrkit
James Ward Byrkit (també conegut com James Byrkit o Jim Byrkit) és un cineasta nord-americà. Potser és més conegut per les seves nombroses col·laboracions amb el director Gore Verbinski. Byrkit va ser el consultor conceptual i l'artista del guió gráfico de les tres primeres pel·lícules de la franquícia Pirates del Carib, després d'haver ajudat a crear diversos accessoris i dissenyat alguns dels més emblemàtics. seqüències de la trilogia de Gore Verbinski. Byrkit també va dirigir Tales of the Code: Wedlocked (2011), un curtmetratge i una preqüela immediata de Pirates of the Caribbean: The Curse of the Black Pearl (2003).
Byrkit també és conegut per dirigir el thriller de ciència-ficció Coherence i coescriure el guió de Rango, també dirigida per Gore Verbinski. A Rango, Byrkit va protagonitzar diversos personatges, sobretot Waffles, un llangardaix amb banyes.
El primer llargmetratge de Byrkit, Coherence, va obtenir elogis de la crítica i del públic i va cridar l'atenció pel seu enfocament poc convencional en la realització de la pel·lícula com a "prova que els cineastes inventius poden fer molt amb una mica", i identificant-lo com un talent innovador. Des del seu llançament, Coherence' ' s'ha convertit en una sensació internacional i apareix regularment a les llistes de classificació de les millors pel·lícules.
El projecte de seguiment de Byrkit, Shatter Belt, és una sèrie episòdica en la tradició de La Dimensió Desconeguda. La producció dels quatre primers es va completar el 2022 amb l'estrena mundial prevista per al 2023 al SXSW Film & TV Festival.

## Premis
- Breakthrough Director (nominat) als Gotham Independent Film Awards 2014[15]
- Millor guionista de la propera onada a l'Austin Fantastic Fest per Coherence (2013)[16]
- Premi al millor guió al XLVI Festival Internacional de Cinema Fantàstic de Catalunya per Coherence (2013)[16]
- Premi Carnet Jove del Jurat al Millor En Competició al Festival de Cinema de Sitges per Coherence (2013)[17]
- Imagine Movie Zone Award, menció especial al Imagine Film Festival per Coherence (2014)
- Premi Annie per escriure en un llargmetratge de producció per Rango (2011, guanyat, compartit amb John Logan i Gore Verbinski)[18]

## Filmografia
Curtmetratges
| Any  | Títol                                                  | Director | Guionista | Productor |
| ---- | ------------------------------------------------------ | -------- | --------- | --------- |
| 2005 | Yes, and...                                            | Sí       | Sí        | No        |
| 2005 | Fractalus                                              | Sí       | Sí        | Sí        |
| 2011 | Pirates of the Caribbean: Tales of the Code: Wedlocked | Sí       | No        | No        |

Llargmetratges
| Any  | Títol      | Director | Guionista | Productor    |
| ---- | ---------- | -------- | --------- | ------------ |
| 2011 | Rango      | No       | Story     | No           |
| 2013 | Coherence  | Sí       | Sí        | Executiu     |
| 2016 | The Forest | No       | No        | Co-productor |

Televisió
| Any  | Títol           | Director | Guionista | Notes               |
| ---- | --------------- | -------- | --------- | ------------------- |
| 2001 | Stop at Nothing | Sí       | No        | Telefilm            |
| 2001 | Special Unit 2  | Sí       | No        | Episodi "The Rocks" |
| 2023 | Shatter Belt    | Sí       | Sí        | 4 episodis          |

Videojocs
| Any  | Títol | Director | Guionista |
| ---- | ----- | -------- | --------- |
| 2011 | Rango | Sí       | Sí        |